# Cnaeus Mallius Maximus
Cnaeus Mallius Maximus est un homme politique de la République romaine, consul pour l'an 105 av. J.-C., année où son armée est écrasée lors de la bataille d'Orange, il est ensuite condamné à l'exil.

## Biographie
Tite-Live, Plutarque et Orose l'appellent Manlius au lieu de Mallius, et Florus le nomme Manilius.
Il est préteur au plus tard en 108 selon les dispositions de la lex Villia. 
En 105, il est consul avec l'expérimenté Publius Rutilius Rufus. C'est un homo novus, il devient le premier membre de sa famille à être consul. Bien que Cicéron le décrit comme étant un « homme totalement dépourvu de vertu et de capacité, et qui de plus mène une vie sordide et méprisable », il réussit à battre Quintus Lutatius Catulus à ces élections consulaires.
Il est envoyé en Gaule Narbonnaise pour barrer la route de l'Italie aux Germains revenant d'Hispanie. Il a pour légat le consulaire Marcus Aurelius Scaurus. Cependant, quand il arrive avec son armée, le proconsul, Quintus Servilius Caepio, refuse de reconnaître son autorité et de coopérer avec Mallius en raison de son statut d’homo novus. Le légat Aurelius Scaurus est défait par les Cimbres dans un combat d'avant-garde près de Vienne, est fait prisonnier puis tué par le roi cimbre Boiorix. Le consul, impressionné par cette mort, attend les renforts du proconsul Quintus Servilius Caepio, mais celui-ci refuse toujours d'être dans le même camp que lui et de coopérer. Le consul et le proconsul subissent une grave défaite à la bataille d'Arausio, face aux Cimbres, aux Teutons et à leurs alliés Gaulois. Plus de 80 000 soldats romains y sont tués, dont ses deux fils, ainsi que 40 000 valets. Il n'y eut quasiment aucun survivant, si ce n'est le consul et le proconsul.
À Rome, la principale responsabilité du  désastre est clairement attribuée au refus de Quintus Servilius Caepio, membre de la nobilitas, d'obéir aux ordres de Mallius en raison de sa qualité d’homo novus. Caepio  est déchu de son imperium proconsulaire dès fin 105, de surcroit condamné en 104 pour avoir détourné l'or de Toulouse, ses biens sont confisqués, il est exclu du Sénat en 104, et enfin condamné pour haute trahison à la déchéance de citoyenneté et à l'exil en 103,. En 103, Mallius Maximus est poursuivi par le tribun de la plèbe Lucius Appuleius Saturninus pour haute-trahison, et est condamné à la déchéance de citoyenneté romaine et à l'exil,.